# Peromyscus ochraventer
Peromyscus ochraventer és una espècie de mamífer rosegador de la família dels cricètids. És endèmic de Mèxic, on viu a altituds d'entre 800 i 2.000 msnm. Els seus hàbitats naturals són els boscos de roures i pins i les selves nebuloses. Està amenaçat per la tala d'arbres i la conversió del seu medi en plantacions de cafè. El seu nom específic, ochraventer, significa ‘panxa ocre’ en llatí.